# Illinci
Illinci (ukrajinsky Іллінці, polsky Ilińce) je město na střední Ukrajině, zhruba 212 km jižně od Kyjeva. Leží ve  Vinnyckém rajónu ve Vinnycké oblasti. Žije zde přibližně 11 tisíc obyvatel.
První písemná zmínka je z roku 1391. Tehdy se však město jmenovalo Linci.
Je rodištěm polsko-ukrajinského básníka a skladatele Tomasze Padury.

## Partnerská města
- Włoszczowa, Polsko (2005)
- Edineț, Moldavsko (2013)
- Smižany, Slovensko (2017)
- Čuhujiv, Ukrajina (2024)